# Власенко Юрій Олександрович
Ю́рій Олекса́ндрович Вла́сенко — український військовослужбовець, десантник, солдат Збройних сил України. Учасник російсько-української війни.

## Життєпис
Юрій Власенко народився у Кропивницькому (на той час Кіровоград). Закінчив місцеву школу № 8, продовжив навчання у машинобудівному технікумі КНТУ, де 2005 року здобув професію оператора верстатів з програмним керуванням. Строкову службу проходив у десантних військах в місті Миколаєві. По поверненні зайнявся приватними перевезеннями — працював таксистом.
З початком російської збройної агресії проти України добровольцем прийшов до військкомату, але його не мобілізували. Тоді Юрій напряму звернувся у свою бригаду, де проходив строкову службу.
Солдат, телефоніст взводу управління 1-ї мінометної батареї 1-го аеромобільно-десантного батальйону 79-ї окремої аеромобільної бригади, в/ч А0224, м. Миколаїв.
З весни 2014 року Юрій Власенко брав участь у війні на сході України, на півночі Донецької області, в районі Слов'янська та Лиману (на той час Красний Лиман).
Загинув 3 червня 2014 року в ході бойових дій поблизу Лиману, прикриваючи своїх бойових побратимів під час нападу бойовиків на колону. Солдат Власенко одним з перших прийняв бій і був смертельно поранений.
Похований на Старобалашівському кладовищі у місті Кропивницький. Залишились батьки і брат.

## Нагороди та відзнаки
- Указом Президента України № 593/2014 від 15 липня 2014 року «за особисту мужність і героїзм, виявлені у захисті державного суверенітету та територіальної цілісності України» нагороджений орденом «За мужність» III ступеня (посмертно)[4].
- Рішенням виконкому Кіровоградської ради від 26 серпня 2014 року нагороджений відзнакою «За заслуги 2 ступеня» (посмертно).

## Вшанування пам'яті
- Рішенням Кіровоградської міської ради від 16 грудня 2014 року було перейменовано вулицю міста Кіровограда з 3-ї П'ятирічки на вулицю Юрія Власенка[5][6].
- 22 січня 2015 року у Кропивницькому, в комунальному закладі «Навчально-виховне об'єднання природничо-економіко-правовий ліцей — спеціалізована школа І-ІІІ ступенів № 8 — позашкільний центр», встановлено меморіальну дошку на честь Юрія Власенка[7].